# Афродита Синуэсская
Афродита Синуэсская (также Венера Синуэсская) — мраморная скульптура Афродиты эпохи эллинизма, относящаяся к работам греческого скульптора Праксителя и датируемая IV веком до н. э.

## История и описание
25 января 1911 года Леопольдо Скиаппа (Leopoldo Schiappa) проводил земляные работы на своём винограднике в районе Инкалдана (Incaldana) города Мондрагоне (античный город Синуэсса). Арендаторы участка Антонио Гульельмо (Antonio Guglielmo) и его сын Джованни (Giovanni) наткнулись на какой-то каменный предмет, находящийся неглубоко в земле, обнаружив две части изуродованной античной скульптуры. Весть о находке быстро распространилась по стране, скульптура была передана в Национальный археологический музей Неаполя.
Статуя была обследована учёным-археологом Витторио Спинаццолой в Неаполе в апреле этого же года. Он восстановил статую, соединив две её части, и назвал «Venere Sinuessana», датировав работу IV веком до н. э. и приписав её греческому скульптору Праксителю, который вместе со Скопасом и Лисиппом считаются одним из великих мастеров «эллинизма». Но некоторые искусствоведы считают, что, вероятно, статуя является римской копией греческого оригинала.
Статуя Венеры (Афродиты) когда-то украшала одну из многих римских вилл в Синуэссе. Предполагается, что вилла принадлежала знаменитому древнеримскому оратору, политику и философу Цицерону, который, как и многие его богатые современники, имел виллу в этом городе, известном своей термой. Но даже если она не являлась собственностью Цицерона, её наличие на любой из вилл говорит о высоком уровне благосостояния некоторых граждан, которые могли позволить себе такую роскошь в доме, как оригинальная греческая скульптура.
Скульптура без головы и рук, а также с некоторыми другими дефектами, изображает полуголую женщину, опирающуюся на правую ногу и держащую свою одежду на бедрах. Отсутствие недостающих частей тела богини позволяют предположить, по крайней мере, две гипотезы: первая состоит в том, что Венера готовится принять ванну, и по этой причине раздевается, позволяя своему платью скользить по телу на пол; вторая гипотеза, наоборот, состоит в том, что женщина выходит из ванны или водоёма, вытираясь полотенцем. Возможно, что при этом какой-либо из рук она прикрывает наготу своего тела.

## Известные факты
- На момент своего обнаружения статуя была выкуплена всего за 500 лир, тогда как она реально стоила не менее 500 000 лир.
- В музее города Мондрагоне — Археологический музей Бьяджо Греко[итал.] — имеется копия данной скульптуры.
- С 23 марта по 31 октября 2013 года Венера Синуэсская была представителем древней Италии в числе «Красавиц Массики» («Bellezze del Massico») на выставке «Rosantico» в Национальном археологическом музее Пестума[итал.], посвящённой темам природы и красоты.[3]
- С 15 февраля 2018 года по 13 января 2019 года скульптура была предоставлена Национальным археологическим музеем Неаполя для показа на выставке[4], организованной итальянской банковской группой Intesa Sanpaolo, где наряду с другими античными экспонатами были представлены скульптуры одноимённых богинь — Afrodite che si slaccia il sandalo[5] и Afrodite Anadyomene[6].